# Doński Państwowy Uniwersytet Techniczny
Doński Państwowy Uniwersytet Techniczny (ros. Донской Государственный Технический Университет) – uczelnia na południu Rosji mająca siedzibę w Rostowie nad Donem.
Uniwersytet powstał 20 maja 1930 roku początkowo jako Instytut Inżynierii Rolniczej Północnego Kaukazu. Miał wtedy dwa wydziały: inżynierię rolniczą i obróbkę metali. W 1938 roku został przemianowany na Instytut Inżynierii Rolniczej. W 1992 roku zmienił nazwę na Doński Państwowy Uniwersytet Techniczny. Obecnie na 16 wydziałach kształci studentów na ponad 100 kierunkach studiów — od matematyki i fizyki ciała stałego do inżynierii mechanicznej, automatyki i inżynierii przemysłowej, po historię, pedagogikę i filozofię społeczną.